# 厳家淦
厳 家淦（げん かかん、繁: 嚴 家淦、注音: ㄧㄢˊ ㄐㄧㄚ ㄍㄢˋ、1905年10月23日〈光緒31年9月25日〉 - 1993年〈民国82年〉12月24日）は、中華民国の政治家。初名は静波であったが後に家淦に改名し、字を静波とした。号は蘭芬。江蘇省蘇州出身の外省人である。第2代総統（5期途中昇格）を務めた。
台湾省財政庁長在任中、価値が急落した旧台湾ドル（旧台幣）に代わって新台湾ドル（新台幣）を発行する通貨改革を実施したことから、新台幣の父と呼ばれる。
総統在任中であった蔣介石の死去に伴い、中華民国憲法の規定に従って当時副総統だった厳家淦が任期終了まで総統を務めたが、実権は中国国民党主席兼行政院長の蔣経国が握っていた。

## 生涯

### 生い立ち

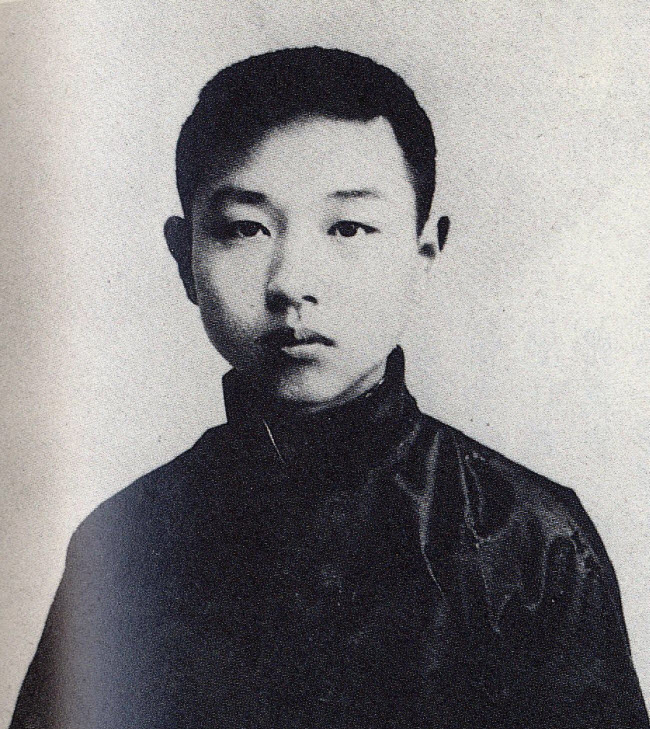
学生時代

幼少期は江蘇省木涜小学（現：江蘇省木涜実験小学）に通い、1926年（民国15年）に上海の聖ヨハネ大学を卒業した。1931年（民国20年）、京滬杭甬鉄路管理局材料処長に就任した。

### 日中戦争期
1938年（民国27年）、福建省政府建設庁長に就任し、日本軍による食糧輸入港の占領によって混乱した省内の輸送を維持するため、道路や河川の改修に努めた。1939年（民国28年）には財政庁長に就任し、戦時の財政の改善のために70以上の雑税を廃止した。その後の福建省の財政は毎年赤字がなく、均衡を保つようになった。また、省内の食糧供給と法幣のインフレーションの問題を解決するため、彼は「田賦徵実」制度を実施した。物価の変動による農家の損失を防ぐために、税金を納める代わりに農作物を現物で納めさせるという制度である。
1945年（民国34年）、戦時生産局採弁部長に就任し、アメリカ合衆国との間でのレンドリース法や、イギリス、カナダとの間での借款を担当した。

### 台湾へ
1945年10月16日、国民政府は厳家淦を台湾省行政長官公署交通処長に任命し、それまで処長を務めていた徐学禹は免職された。10月24日、厳家淦は台湾省行政長官の陳儀らと共に、職務に就くために上海から台北へと飛んだ。10月25日、厳家淦は「中国戦区台湾省受降式典」の準備処に召集され、同日に台北公会堂（現：中山堂）で行われた受降式典に参加した。1946年（民国35年）、厳家淦は台湾省財政処長に任命され、日本の財産を接収して台湾省の財政を再建する任務を担当した。同時に、日本から接収した台湾銀行の董事長にも任命された。厳家淦は台湾の名家である霧峰林家と交友関係にあった。
1947年（民国36年）に二・二八事件が発生した際、陳儀の福建省政府主席時代からの部下だった行政長官公署秘書長の葛敬恩、民政処長の周一鶚、財政処長の厳家淦、工鉱処長の包可永の4人は、汚職や食糧不足を招いたとして、台湾人団体から「四凶」と呼ばれて非難され、調査を要求された。当時彰化銀行の株主総会に出席するため台中に出張していた厳家淦は、彰化銀行を経営していた霧峰林家の当主である林献堂により保護され、彼の家の屋根裏に匿われた。
同年4月29日、行政院第1回政務会議は台湾省政府設立に伴う各委員および各庁長の人事を承認した。丘念台、厳家淦、許恪士、楊家瑜、林献堂、朱仏定、杜聡明、馬寿華、劉兼善、李翼中、南志信、游弥堅、朱文伯、陳哲清が政務委員に任命され、丘念台は民政庁長、厳家淦は財政庁長、許恪士は教育庁長、楊家瑜は建設庁長、李翼中は社会処長を兼任した。
また、1948年（民国37年）に厳家淦は台北扶輪社（ロータリークラブ）を設立し、初代会長に就任した。

### 台湾の財政改革
厳家淦は当時の台湾省内の経済の混乱に鑑みて、省政府の財政整理期間中は一時的に省政府と地方政府の収支を分割せず、省政府の軍事費は月単位で配分することを決定し、さらに省内国防建設法を制定した。また、1946年に台湾銀行は旧台湾ドル（旧台幣）を発行する権限を与えられた。さらに、省と県・省轄市（現：市）の歳入を7対3の割合に分割し、日本統治時代から続いていた印紙税を廃止して新たな印紙税を実施、筵席税を減税し、台湾銀行に省内での公庫制度の実施を委託した。また、それと同時に各郷鎮の公庫網の整備も進めた。
省内でのインフレーション発生に伴って厳家淦は新台湾ドル（新台幣）の発行を計画した。厳家淦は旧台幣を廃止して代わりに新台幣を発行する通貨改革の実施を台湾省政府主席の陳誠に進言した。1949年（民国38年）6月15日、台湾省政府は「台湾省幣制改革法案」と「新台幣発行弁法」を布告、40,000旧台幣=1新台幣とするデノミネーションを実施した。これにより台湾を中国大陸での金円券の急速な価値下落による悪性インフレから切り離すことに成功した。さらに、高金利政策で流動資金を市場に吸収し、インフレと物価混乱を抑制した。
同年12月6日、厳家淦は政務委員および財政庁長を免職された。

### 中華民国政府の台湾移転後

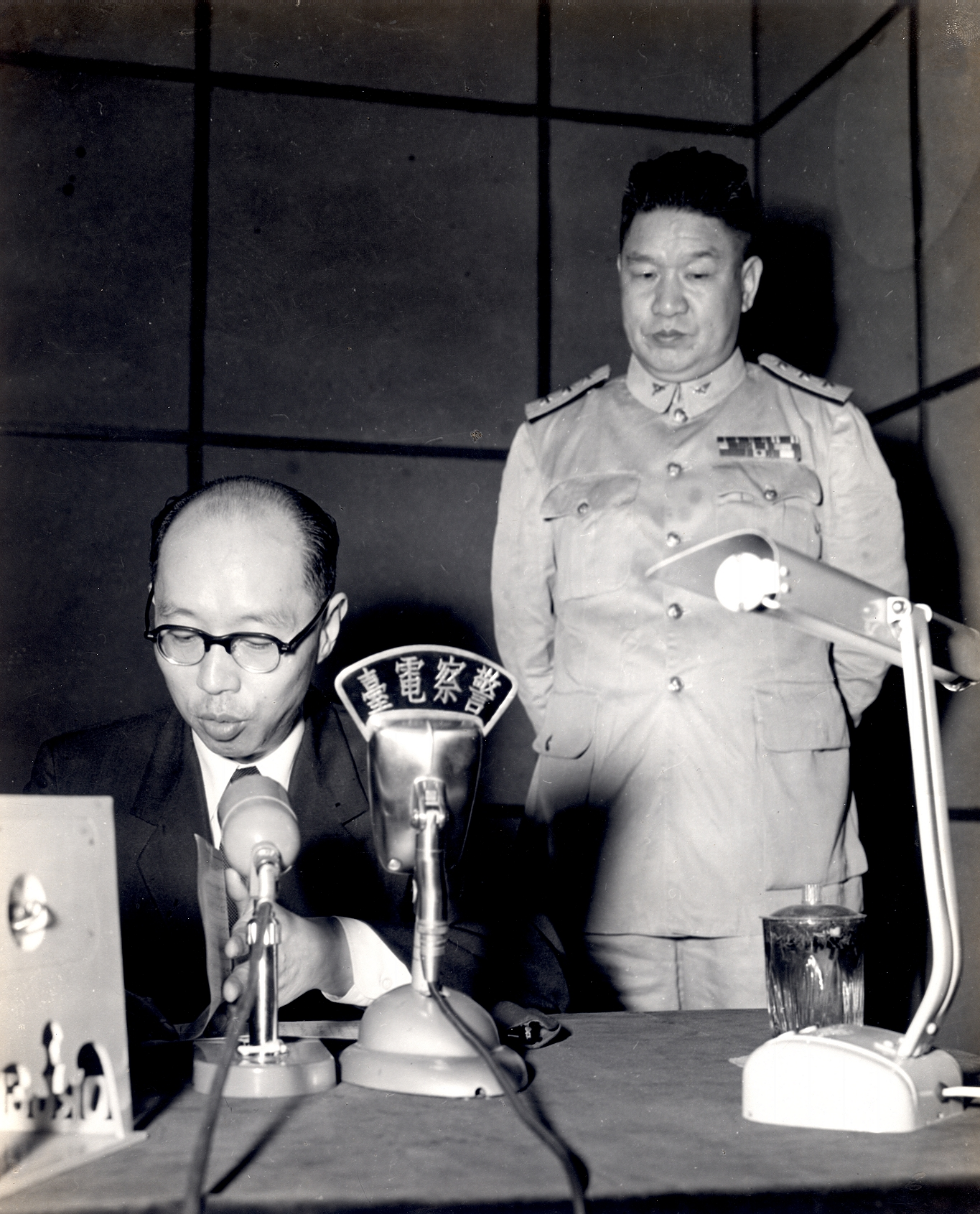
台湾省警察広播電台で国勢調査の実施を伝える厳家淦（1958年）

1949年12月7日、国共内戦で敗勢となった中国国民党率いる中華民国は、政府を台湾省台北市に移転した。
厳家淦は1950年（民国39年）2月に経済部長に就任し、3月には財政部長に転任した。財政部長在任中は国防部と交渉して軍事費の削減を行い、軍備を増強して費用を膨らませる軍の悪習の改革を行った。1951年（民国40年）11月、中央政府の総予算の編成を行い、翌1952年（民国41年）には会計年度制の再確立、税捐統一稽徵条例の実施、財政金融政策の立案を行い、現代的な予算制度を確立した。同時に、行政院長の陳誠を補佐し、公有地の解放や 耕作者の土地所有権などの土地政策を推進した。
1954年（民国43年）、厳家淦は台湾省政府主席および保安司令に就任した。台湾省政府主席在任中は台湾の財政・経済の発展に尽力した。イギリスのニュータウンに倣って南投県南投鎮（現：南投市）に中興新村を建設し、台湾省政府を台北市から中興新村へ移転させた。
1958年（民国47年）、財政部長の徐柏園が辞任したことに伴って厳家淦が複任した。1期目の4年2か月と合わせて、約10年間財政部長を務めたことになる。2期目にはより大規模な財政改革を推し進め、「十九点財経改革措施」を実施、広範囲に及ぶ投資奨励条例を制定した。
1963年（民国52年）12月、厳家淦は行政院長に就任し、1964年（民国53年）には韓国を訪問した。

### 副総統から総統への昇格

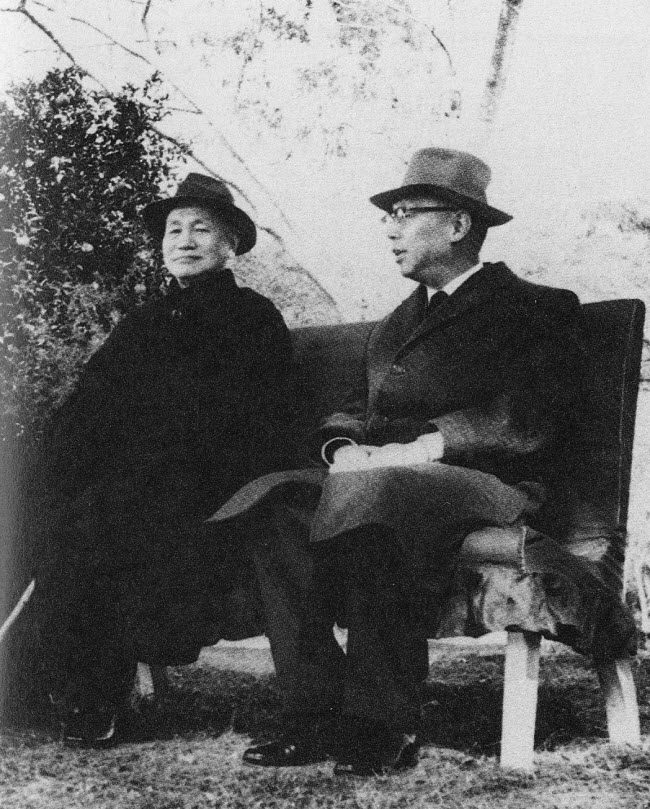
蔣介石と厳家淦

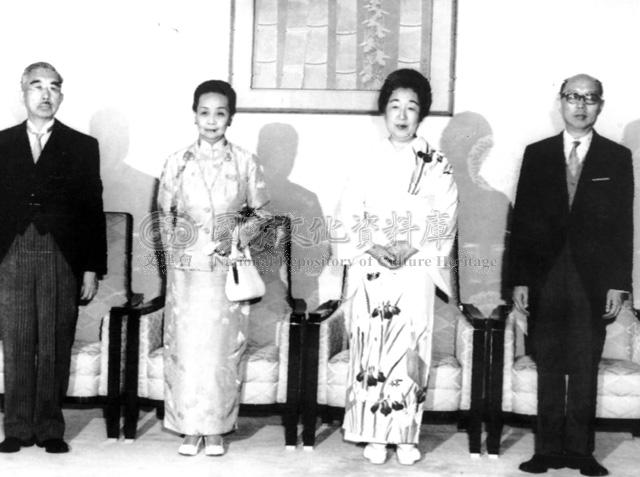
皇居宮殿で行われた昭和天皇・香淳皇后との会見に際して撮影された記念写真。左から昭和天皇・劉期純・香淳皇后・厳家淦（1970年7月8日）

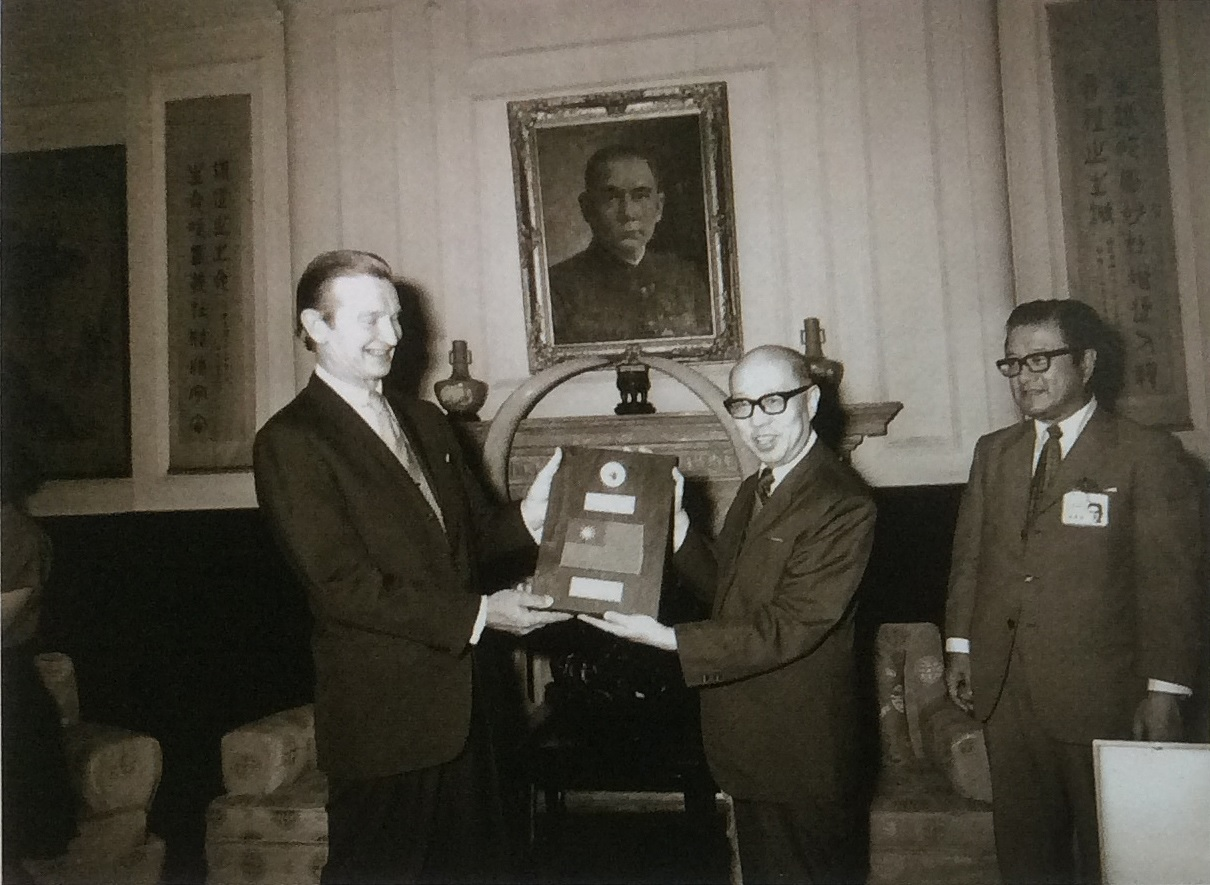
ウォルター・パトリック・マカナギー駐中華民国アメリカ合衆国大使から月の石を贈られる厳家淦（1973年7月20日）

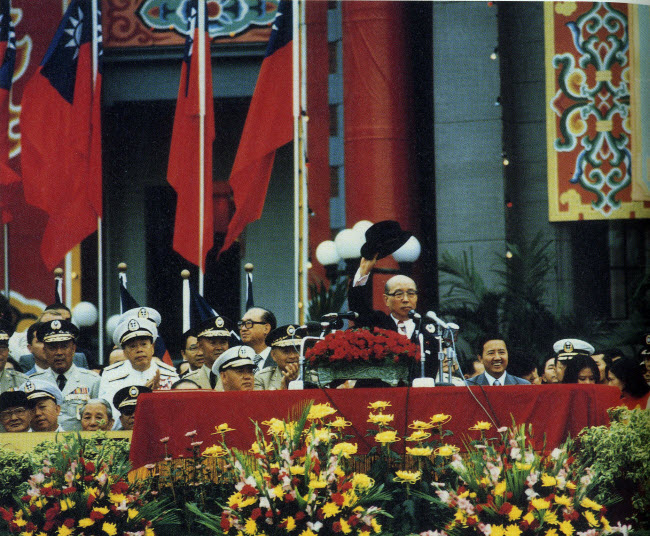
総統として双十節の式典に出席する厳家淦（1977年10月10日）

1966年（民国55年）3月10日、蔣経国は宋美齡に次のような手紙を送った。

「……中全会は全会一致で父を総統候補に選出し、父が推薦する厳家淦先生を副総統候補として承認しました。」

同年3月22日、蔣経国は宋美齡に次のような手紙を送った。

「……国大には1416人の代表が出席し、厳院長が782票を獲得して副総統に選出されました。」

厳家淦は中華民国史上初の文官出身の副総統となった。
1967年（民国56年）5月6日から26日にかけて厳家淦夫妻はアメリカ合衆国を訪問し、リンドン・ジョンソン大統領と会談を行った。訪米には経済部長の李国鼎、外交部政務次長の沈錡夫妻、行政院経済建設委員会秘書長の陶聲洋などが同行した。訪米中にはジョン・F・ケネディの墓参りのためアーリントン国立墓地に訪れ、献花した。他にも、ケープカナベラル空軍基地（現：ケープカナベラル宇宙軍施設）、ケネディ宇宙センター、国際連合本部ビルなどを訪問した。訪米中、中華民国側は米国による支援終了後の多くの経済協力プログラムを取り決めた。米国側は在中華民国大使館に科学技術参事を設置して科学技術交流を強化することに合意し、中華民国政府は行政院に国家科学委員会（現：国家科学及技術委員会）を設置して産業の高度化を推進した。
同年7月、韓国のソウルで開催された中華民国、米国、日本、韓国の首脳による非公式の会議に、蔣介石総統の代理として出席。
1968年（民国57年）1月4日、タイを訪問。
1970年（民国59年）7月6日から12日にかけて厳家淦夫妻は日本を訪問し、昭和天皇・香淳皇后との会見、日本万国博覧会（1970年大阪万博）の中華民国ナショナル・デーへの出席、佐藤栄作内閣総理大臣との会談などを行った。
同年10月、中華民国代表として国際連合の創立25周年記念式典に出席し、演説を行った。
1971年（民国60年）、中華民国代表としてベトナム共和国の首都サイゴン（現：ホーチミン）を訪れ、グエン・バン・チューの大統領就任式に出席。
1972年（民国61年）3月3日、密かに台湾に帰国していた台湾独立運動家の辜寛敏と会談を行った。
同年3月21日、副総統選挙で第5期副総統に再選され、それまで副総統と兼任していた行政院長を退任し、後任に蔣経国が就任した。
1974年（民国63年）、朝鮮の独立運動家である金九関連の史料を探しに台湾を訪れた韓国人ジャーナリストの孫忠武と面会し、直筆の書を贈った。
1975年（民国64年）4月5日、蔣介石が病死した。中華民国憲法の規定に従って副総統の厳家淦が1978年（民国67年）5月20日の任期満了まで総統に就任することになった。4月6日午前11時、厳家淦は総統府で総統就任の宣誓を行った。これにより、厳家淦は中華民国史上初の文官出身の総統となった。総統在任中、行政院長兼中国国民党主席たる蔣経国が打ち立てた大規模インフラ整備計画「十大建設」の実施によって台湾の経済は活況を呈し、社会秩序は比較的安定していた。同年6月18日には、防衛ミサイルの設計、試作、試験、生産を計画する「長安計画」が開始した。
1977年（民国66年）7月9日、サウジアラビアを訪問した。これは中華民国総統が行った初の海外公式訪問である。
厳家淦の総統在任期間は蔣経国が行政院長・中国国民党主席の座に就いて政府と党の実権を握っていた。このため、一般的にはこの期間も蔣経国による統治の時代として扱われる。

### 総統退任後
1978年（民国67年）3月21日、総統選挙で蔣経国が選出され、5月20日に総統に就任した。同時に厳家淦は総統を退任し、中華文化復興推行委員会（現：中華文化総会）の会長に就任した。
1979年（民国68年）8月28日、宋美齢は蔣経国に次のような手紙を送った。

「……故宮博物院の文物はまさに国家の文化の神髄であり、文化財の宝庫です。普段の業務は葉副主任委員や蔣院長がしっかり担当していますが、中国と西洋の両方の学問に精通し、芸術、特に写真に興味を持つ厳静波先生こそ、資格や経験の有無にかかわらず、この職にふさわしい人物です。」

その結果厳家淦は故宮博物院管理委員会主任委員に任命され、1990年（民国79年）3月まで同職を務めた。
1986年（民国75年）9月、厳家淦は会議中に脳出血を起こし、病院に緊急搬送された。

### 死去
1993年（民国82年）12月24日の夜、長引く脳出血の後遺症の影響で心不全となり、台北栄民総医院にて死去。88歳没。1994年（民国83年）1月22日に台北栄民総医院懐遠堂で葬儀が執り行われた後、移霊礼が行われ、奉安典礼が中山区の三軍大学（現：国防大学）中正堂で行われた。総統の李登輝、行政院長の連戦などが弔問に訪れ、21発の弔砲が発射された。その後、台北県汐止鎮（現：新北市汐止区）の国軍示範公墓に埋葬された。李登輝は次のような褒揚令（表彰）を発表した。
| 「 | 厳家淦元総統は、誠実で感受性豊かな資質と豊富な知識を持つ人物だった。彼は政府の一員としてその功績を皆に知らしめた。八閩では新たな試みを行い、三台で素晴らしい実績を残した。経済部長、財政部長、台湾省政府主席を歴任し、経済建設の基礎を築いて金融・財政の面で大きな功績を残し、その功績はよく知られ、誰もが賞賛した。その後行政院長に就任すると百揆を総べて中道を貫き、政治は民衆と調和して八紘を向化し、道徳的かつ勤勉な努力の結果、彼の名声は高まった。国民大会第4回会議では第4期副総統に選出されて行政院長と兼任して総統の仕事を補佐し、その優れた功績と徳によって内外から表彰された。副総統に再選されると彼は行政院長を辞職した。彼は院の献身的な一員だった。先総統の蔣公の死後、彼は憲法に従って総統職を継承した。彼は職務に勤勉で慎重で、名誉、威厳、気品のある人物であった。彼の訃報を聞いて衝撃を受け、悲しみに暮れた。高潔で賢明な人物を称えるという政府の意思を示すためにも、これは明確に称賛されるべきである。 総 統 李登輝 行政院長 連 戦 | 」 |

厳家淦は、2020年（民国109年）7月30日に97歳で死去した李登輝に次いで2番目に長寿の総統である。

## 人物・評価

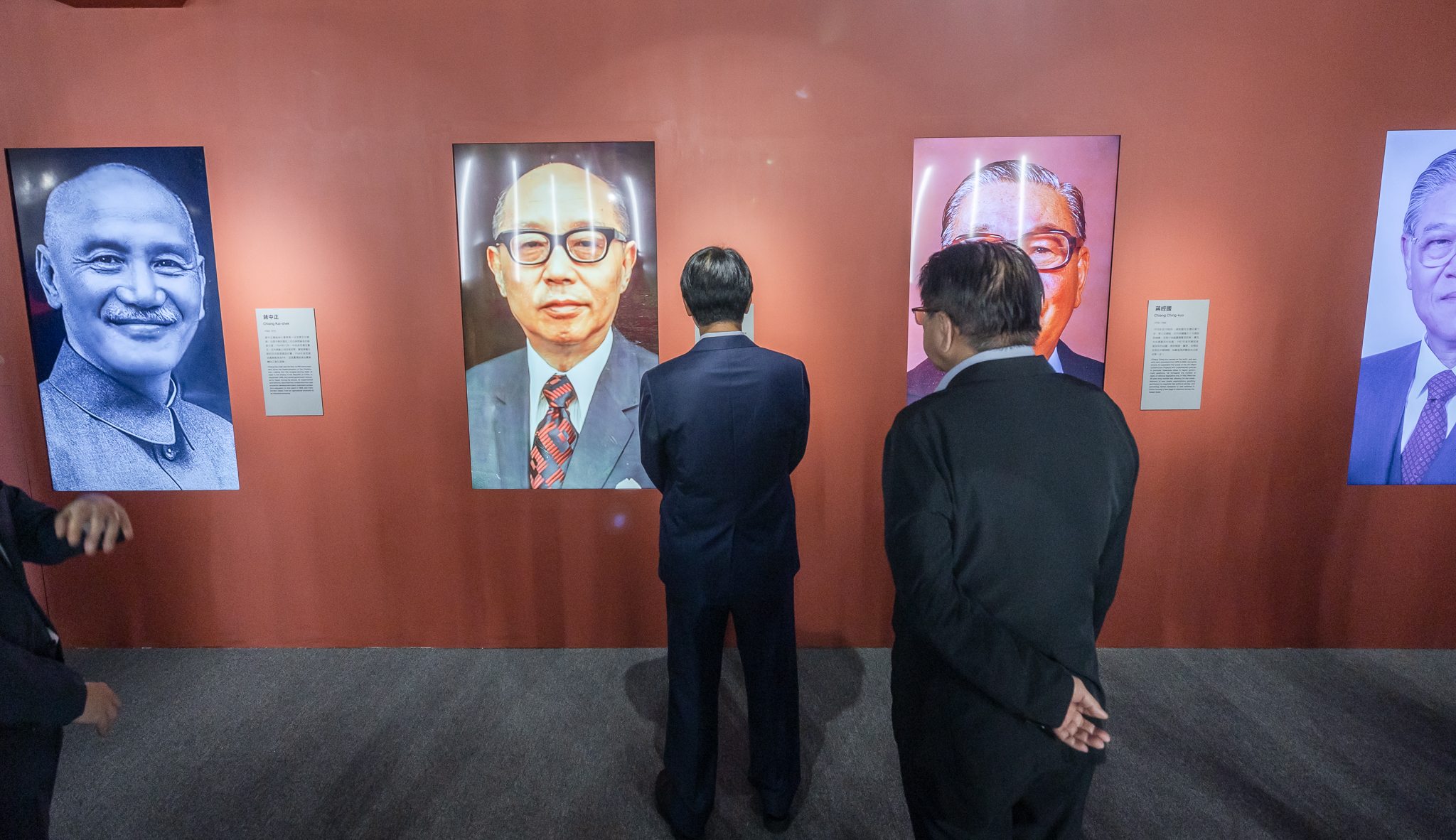
総統府の常設展で厳家淦の展示に見入る頼清徳（2024年）

厳家淦は気品に溢れ、仕事には細心の注意を払い、他人に対しては親切で愛想が良く、常に「一歩下がって考える」「相手の立場に立って考える」ことを信条としていた。彼の言動には一貫性があり、特に「数字は嘘をつかない」として、自分の政治的見解を裏付ける数字を暗記するのが得意だった。また、自身の政治基盤を形成せず派閥政治からは距離を置き、蔣経国が台頭すると自らは身を引いて権力を明け渡すなど、政治的野心を持たない人物であった。
かつての上司の陳儀や陳誠は、厳家淦の実務能力を高く評価していた。
1945年に厳家淦が初めて蔣介石と会った時、彼は台湾の交通事情を詳しく説明した上に理路整然と計画を提案し、蔣介石を感心させた。のちに蔣介石は厳家淦を「上辺は人当たりがよいが芯はしっかりしており、公平無私な人物」と評した。
元監察院長の王作榮は厳家淦について、台湾プラスチックグループの創業者の王永慶と合わせて「これまで会った中で最も聡明な2人」と評した。
2015年（民国104年）12月9日、当時民主進歩党の総統候補だった蔡英文は国立歴史博物館で開催されていた厳家淦生誕110周年記念展を訪問し、「厳家淦氏が台湾の発展の基礎を築いた」「テクノクラートとしても政治家としても活躍し、まさに模範的な人物だ」と評した。

## 逸話

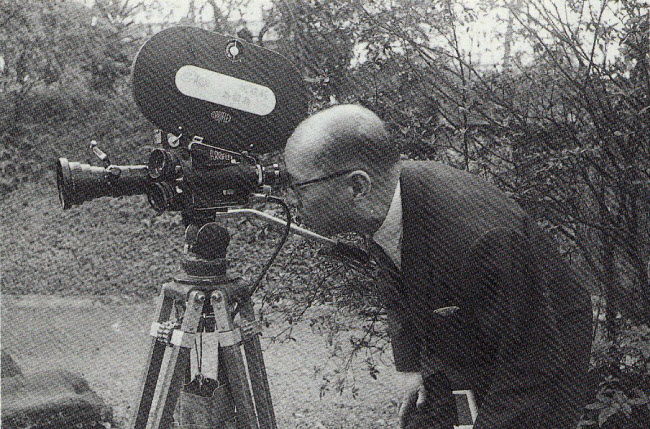
16ミリ映画を撮影する厳家淦

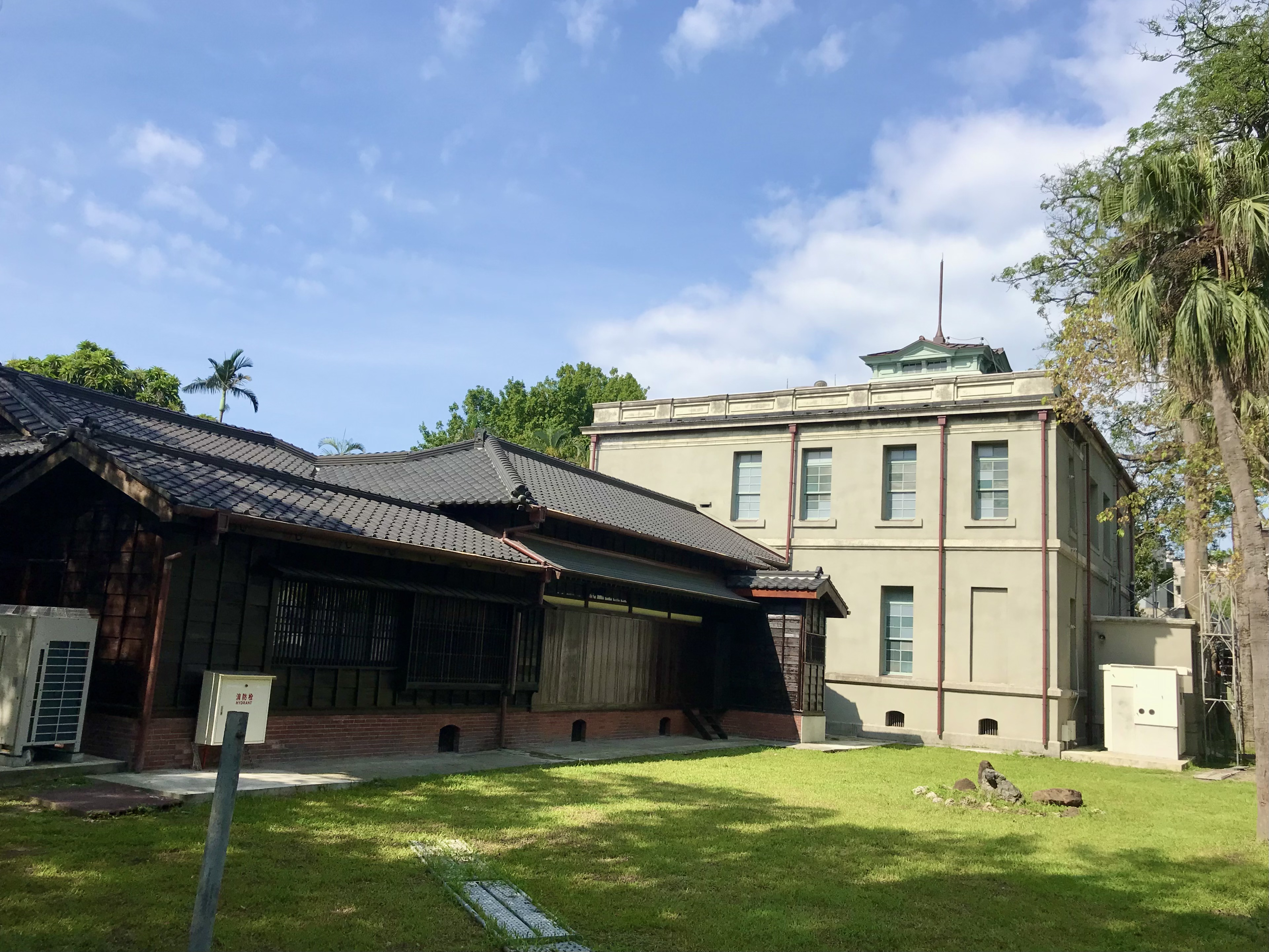
台北市中正区にある厳家淦故居（国定古蹟）

- 史上最も長く行政院長を務めた人物である。在任期間は8年と5か月半。
- 国史館が出版した郭宗清（中国語版）による回想録『大風将軍』によると、総統時代の厳家淦が軍事会議を取り仕切っていたた時、帰り際に「極秘」資料を持ち帰らずに机の上に置いたまま立ち去ろうとした。それを見た行政院長の蔣経国がすぐさま「この資料をお持ち帰りください」と言ったが、厳家淦は「私は極秘情報を携帯しておきたくない」と断った。彼の慎重さが窺える逸話である[30]。
- 大の音楽好きで、大量のクラシック音楽のレコードのコレクションを所持していた。特にベートーヴェンの交響曲第9番を好み、国政の重要な問題について考える時はいつも聴いていた。2013年（民国102年）、四男の厳雋泰が厳家淦の死去20年を記念して国家交響楽団による交響曲第9番の演奏会を企画した[31]。
- 写真撮影が趣味で、よく庭園の風景などの16ミリ映画を撮影していた。かつての部下の1人は、「厳家淦は見たものを決して忘れることがなく、まるで彼自身の頭脳がカメラであるかのようだった」と述懐している[11]。
- 江蘇省蘇州市呉中区木涜鎮にある史跡「厳家花園（中国語版）」（旧名：羨園）は厳家淦の生家である。台湾に来てからは、台湾銀行頭取の官舎として使われていた建物に住んだ[11]。

## 家族

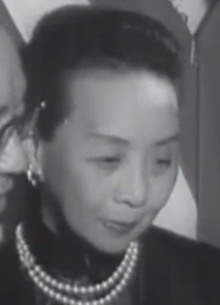
劉期純（1961年）

- 1人目の妻 - 葉淑英：1922年（民国10年）6月に両親の命令により結婚、1923年（民国11年）に出産により死去。
- 2人目の妻 - 劉期純（中国語版）：1924年（民国12年）12月14日に上海で結婚。結婚生活は70年に及び、5男4女を儲けた[32]。
- 長男 - 厳雋栄：上海商業貯蓄銀行（中国語版）董事。
- 次男 - 厳雋森：中国系アメリカ人。美東華人学術聯誼会の第4代会長（1979年 - 1981年）を務めた。
- 三男 - 厳雋同：中国系アメリカ人。千橡中文学校、康谷華協の創立者の1人。
- 四男 - 厳雋泰：曾任唐栄公司の総経理、中華工程（中国語版）の創業者および前董事長。2016年、蔡英文総統より総統府国策顧問（中国語版）に任命される。
- 五男 - 厳雋建：科学月刊（中国語版）の寄稿者。
- 長女 - 厳雋華：復旦大学を卒業。
- 次女 - 厳雋菊（Nora）：バージニア大学政治学教授の故・冷紹烇と結婚。冷紹烇は蔣経国国際交流基金会の諮詢委員も務めた。
- 三女 - 厳雋芸：国立台湾大学農化系を卒業。
- 四女 - 厳雋荃：東海大学経済系博士で、シティバンク銀行の副董事長を務めた売培源と結婚。厳雋荃は2003年（民国92年）に病死し、売培源は亡き妻を偲んで東海大学女子寮に庭園を寄贈し、水路に置かれた石版に詩を刻んだ[33]。

## 栄典
- 中華民国： 一等卿雲勲章（中国語版）（1963年6月6日）[34]・ 采玉大勲章（1975年4月）
- ペルー： 太陽勲章（スペイン語版）大十字光輝章（1970年4月8日）[35]
- ベトナム共和国： 一等保国勲章（ベトナム語版）[36]